# Tolovița, Vidin
Tolovița (în bulgară Толовица) este un sat în comuna Makreș, regiunea Vidin,  Bulgaria. 

## Demografie
Componența etnică a satului Tolovița
     Bulgari (100%)
     Nicio identificare (0%)
     Altele (0%)
La recensământul din 2011, populația satului Tolovița era de 49 locuitori. Din punct de vedere etnic, toți locuitorii erau bulgari.